# ر. آدم إنغل
ر. آدم إنغل (بالإنجليزية: R. Adam Engle)‏ هو محامي وفيلسوف أمريكي، ولد في 17 فبراير 1942 في يونكيرس في الولايات المتحدة.